# Poutní cesta svatého Františka z Assisi

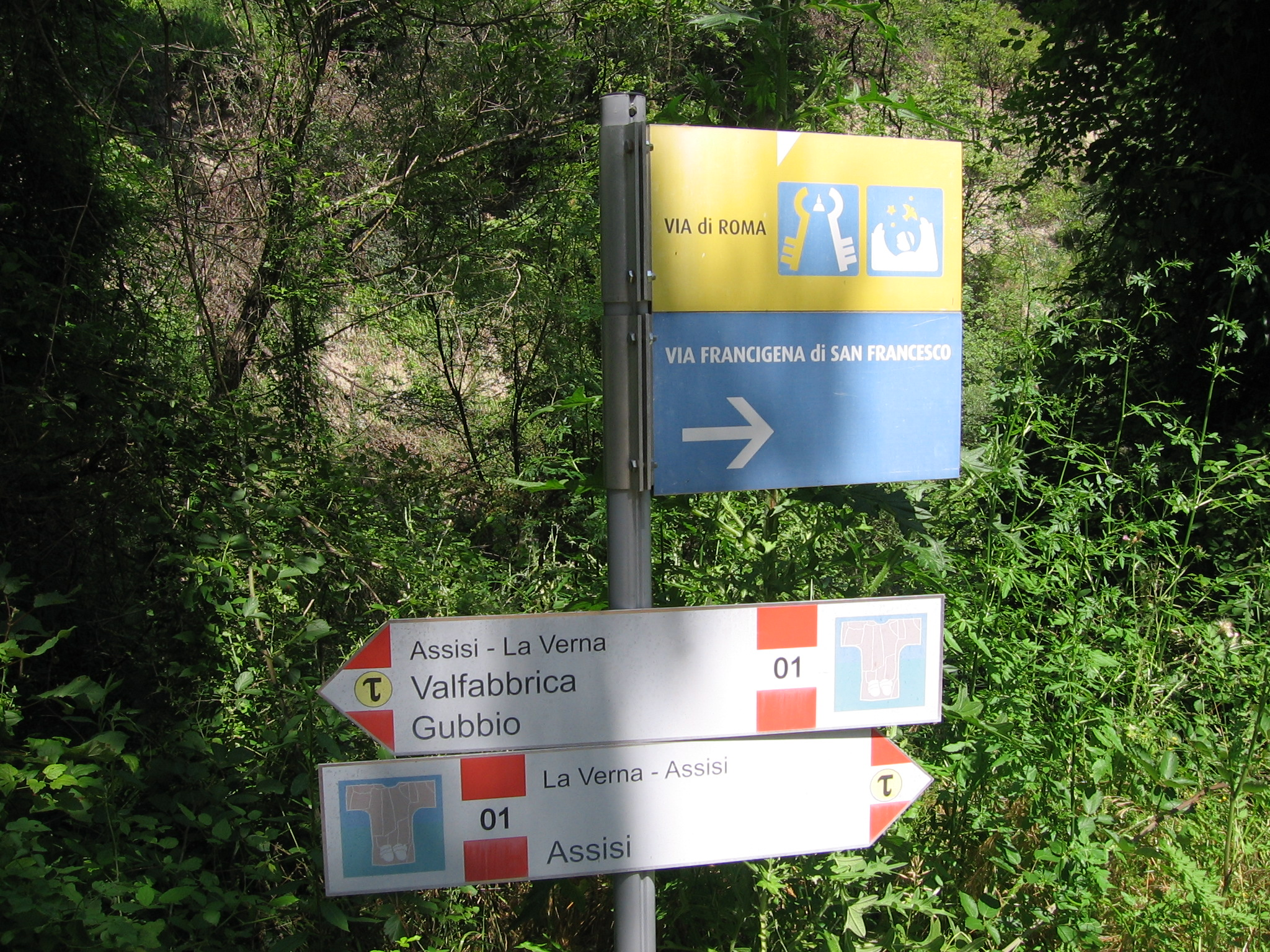
Značení trasy svatého Františka z Assisi

Poutní cesta svatého Františka z Assisi (it. Via Francigena di San Francesco) je jedna z mladších poutních tras v Evropě. Její trasa začíná na významném františkánském poutním místě – klášteře Sanctuario La Verna v toskánských Apeninách a odtud vede přes města Citerna, Gubbio, Assisi, Spoleto a Rieti do Říma. Neoficiálně vede trasa již z Florencie po červeno-bíle značených turistických trasách. Celková délka poutní cesty je cca 540 km. Cesta je poutníky méně frekventovaná než jiné poutní cesty (Camino de Santiago či hlavní Via Francigena z Canterbury do Říma). Trasa je značena střídavě pruhovým značením a modro-žlutými tabulkami, těsně před Římem tabulky mizí a jsou nahrazeny provizorním značením a nástřikem žlutých piktogramů na chodníku.

## Trasa

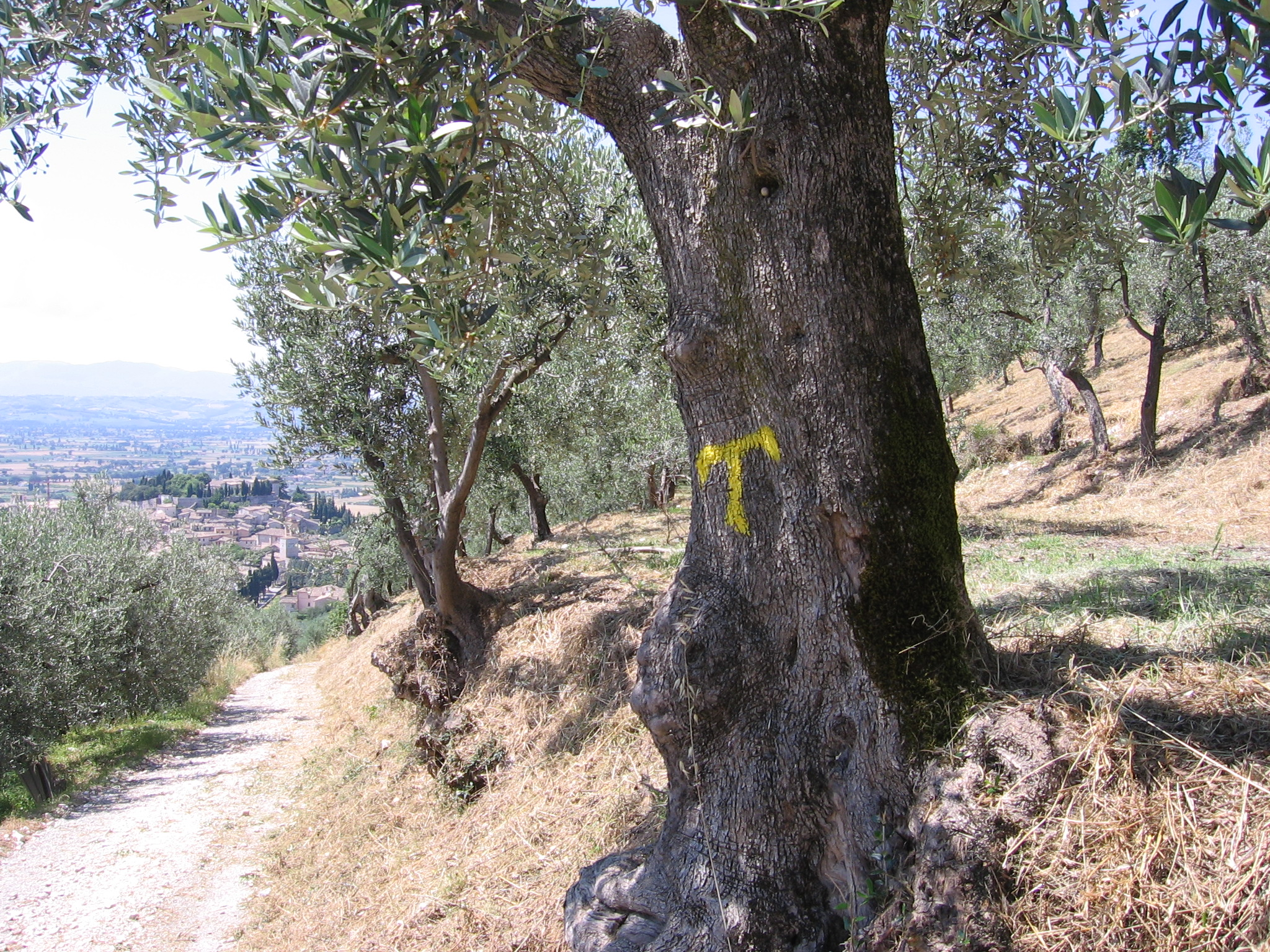
Olivovníkové háje před Spello

Poutní trasa vede kopcovitou krajinou Toskánska, Umbrie a nakonec regionem Lazio, vystupuje vysoko do hor, do městeček na kopcích, ke kostelům a klášterům. Cesta prochází vinohrady, horskými lesy, loukami, množstvím olivovníkových hájů, na trase leží také množství antických památek. Nocovat lze v mnoha penzionech, ve volné přírodě, farách či klášterech. Poutnický pas credencial lze obdržet na požádání poštou či v recepci poutnické ubytovny v La Verna za dobrovolný příspěvek. Razítko do něj se dává ve všech obcích na trase - buď v infocentru, místním obchodě či klášteře. Poutníkům, kteří ušli do Assisi alespoň 100 km (cesta z La Verna měří asi 180 km), vystaví františkáni u spodního kostela testimonium. Druhé testimonium pak obdrží na náměstí ve Vatikáně v úřadě Opera Romana Pellegrinaggi.